# Blažka Hauptman
Blažka Hauptman (* 16. August 2001 in Litija, Slowenien) ist eine slowenische Handballspielerin, die für die slowenische Nationalmannschaft aufläuft.

## Karriere

### Im Verein
Hauptman lief für den slowenischen Verein ŽRD Litija auf. Im Sommer 2023 wechselte die Rückraumspielerin zum spanischen Erstligisten Club Balonmano Atlético Guardés. Im Mai 2024 zog sie sich einen Meniskusriss sowie einen Kreuzbandriss zu.

### In Auswahlmannschaften
Hauptman nahm mit der slowenischen Juniorinnennationalmannschaft an der U-19-Europameisterschaft 2019 teil, mit der sie das Turnier auf dem 15. Platz abschloss. Mittlerweile gehört sie dem Kader der slowenischen Nationalmannschaft an. Für die slowenische Auswahl bestritt sie vier Spiele bei der Europameisterschaft 2024, in denen sie ohne Torerfolg blieb.